# Olympische Sommerspiele 1984/Leichtathletik – Kugelstoßen (Männer)

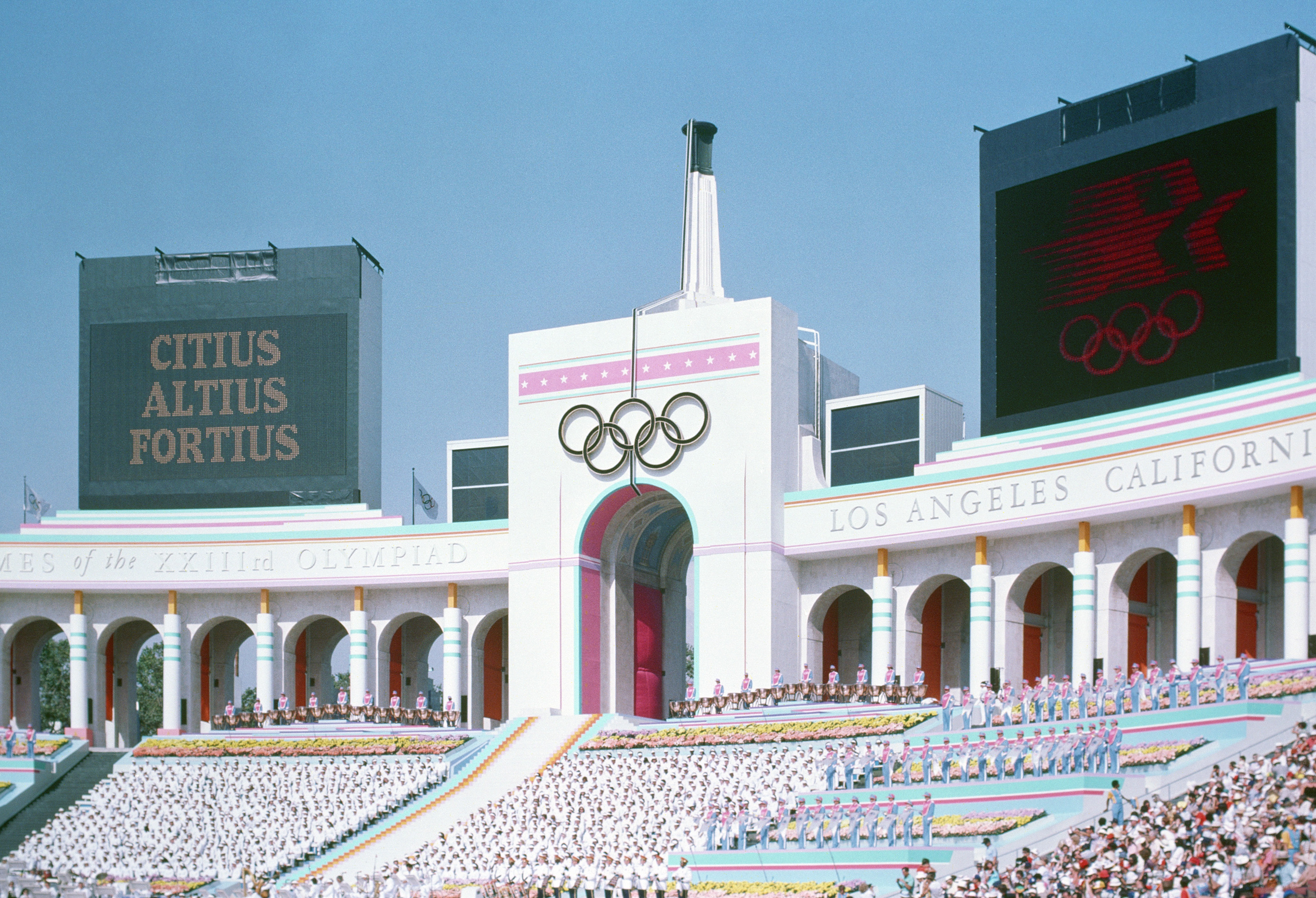
Blick auf des Eingangstor des Los Angeles Memorial Coliseum

Das Kugelstoßen der Männer bei den Olympischen Spielen 1984 in Los Angeles wurde am 11. August 1984 im Los Angeles Memorial Coliseum ausgetragen. Neunzehn Athleten nahmen teil.
Olympiasieger wurde der Italiener Alessandro Andrei. Er gewann vor den beiden US-Amerikanern Michael Carter und Dave Laut.
Karsten Stolz trat für die Bundesrepublik Deutschland an. Er erreichte das Finale und belegte dort Rang zwölf.

Auch der Schweizer Werner Günthör qualifizierte sich für das Finale. Er wurde Fünfter.

Der Österreicher Erwin Weitzl scheiterte in der Qualifikation.

Athleten aus Liechtenstein nahmen nicht teil. Athleten aus der DDR waren wegen des Olympiaboykotts ebenfalls nicht dabei.

## Aktuelle Titelträger
| Olympiasieger 1980                      | Wladimir Kisseljow ( Sowjetunion) | 21,35 m | Moskau 1980   |
| Weltmeister 1983                        | Edward Sarul ( Polen)             | 21,39 m | Helsinki 1983 |
| Europameister 1982                      | Udo Beyer ( DDR)                  | 21,50 m | Athen 1982    |
| Panamerikanischer Meister 1983          | Luis Delís ( Kuba)                | 18,24 m | Caracas 1983  |
| Zentralamerika und Karibik-Meister 1983 | Paul Ruiz ( Kuba)                 | 17,76 m | Havanna 1983  |
| Südamerika-Meister 1983                 | Gert Weil ( Chile)                | 15,64 m | Santa Fe 1983 |
| Asienmeister 1983                       | Mohamed al-Zinkawi ( Kuwait)      | 17,90 m | Kuwait 1983   |
| Afrikameister 1982                      | Youssef Nagui Assad ( Ägypten)    | 20,44 m | Kairo 1982    |

## Bestehende Rekorde
| Weltrekord         | 22,22 m | Udo Beyer ( DDR)                  | Los Angeles, USA                               | 25. Juni 1983 |
| Olympischer Rekord | 21,35 m | Wladimir Kisseljow ( Sowjetunion) | Finale OS Moskau, Sowjetunion (heute Russland) | 30. Juli 1980 |

Der bestehende olympische Rekord wurde bei diesen Spielen nicht erreicht. Mit seinem besten Stoß auf 21,26 m im Finale fehlten Olympiasieger Alessandro Andrei neun Zentimeter auf den Olympia- und 96 Zentimeter zum Weltrekord.

## Legende
Kurze Übersicht zur Bedeutung der Symbolik – so üblicherweise auch in sonstigen Veröffentlichungen verwendet:
| – | verzichtet |
| x | ungültig   |

## Qualifikation
Datum: 11. August 1984
Für die Qualifikation wurden die Athleten in zwei Gruppen gelost. Acht von ihnen übertrafen die direkte Finalqualifikationsweite von 19,70 m. Damit war die Mindestanzahl von zwölf Finalteilnehmern nicht erreicht und das Finalfeld wurde mit den nächstbesten Teilnehmern beider Gruppen, den sogenannten Lucky Losern, auf zwölf Teilnehmer aufgefüllt. So genügten 18,98 m für die Finalteilnahme. Die direkt qualifizierten Athleten sind hellblau, die Lucky Loser hellgrün unterlegt.

### Gruppe A
| Platz | Name               | Nation    | 1. Versuch | 2. Versuch | 3. Versuch | Weite   |
| ----- | ------------------ | --------- | ---------- | ---------- | ---------- | ------- |
| 1     | Augie Wolf         | USA       | 20,55 m    | –          | –          | 20,55 m |
| 2     | Alessandro Andrei  | Italien   | 20,18 m    | –          | –          | 20,18 m |
| 3     | Dave Laut          | USA       | 20,01 m    | –          | –          | 20,01 m |
| 4     | Sören Tallhem      | Schweden  | 19,94 m    | –          | –          | 19,94 m |
| 5     | Werner Günthör     | Schweiz   | 19,28 m    | 19,71 m    | –          | 19,71 m |
| 6     | Bishop Dolegiewicz | Kanada    | 19,00 m    | x          | 18,95 m    | 19,00 m |
| 7     | Ahmed Kamel Shatta | Ägypten   | 18,13 m    | 17,95 m    | 18,58 m    | 18,58 m |
| 8     | Henry Smith        | Westsamoa | 16,09 m    | x          | x          | 16,09 m |
| DNS   | Stefan Fernholm    | Schweden  |            |            |            |         |
| DNS   | Bruno Pauletto     | Kanada    |            |            |            |         |
| DNS   | Kari Töyrylä       | Finnland  |            |            |            |         |

### Gruppe B
| Platz | Name                  | Nation         | 1. Versuch | 2. Versuch | 3. Versuch | Weite   |
| ----- | --------------------- | -------------- | ---------- | ---------- | ---------- | ------- |
| 1     | Michael Carter        | USA            | 20,69 m    | –          | –          | 20,69 m |
| 2     | Marco Montelatici     | Italien        | 20,14 m    | –          | –          | 20,14 m |
| 3     | Gert Weil             | Chile          | 19,38 m    | 19,94 m    | –          | 19,94 m |
| 4     | Aulis Akonniemi       | Finnland       | 19,13 m    | 19,34 m    | 19,38 m    | 19,38 m |
| 5     | Erik de Bruin         | Niederlande    | 19,20 m    | 19,28 m    | 19,07 m    | 19,28 m |
| 6     | Karsten Stolz         | BR Deutschland | 18,98 m    | x          | 17,67 m    | 18,98 m |
| 7     | Erwin Weitzl          | Österreich     | 18,03 m    | 18,96 m    | x          | 18,96 m |
| 8     | Dimitrios Koutsoukis  | Griechenland   | 18,74 m    | 18,52 m    | 18,60 m    | 18,74 m |
| 9     | Yngve Wahlander       | Schweden       | x          | 18,28 m    | 18,27 m    | 18,28 m |
| 10    | Ahmed Mohamed Ashoush | Ägypten        | 18,11 m    | x          | 17,14 m    | 18,11 m |
| 11    | Matt Catalano         | Kanada         | 17,10 m    | 17,24 m    | 16,91 m    | 17,24 m |

## Finale

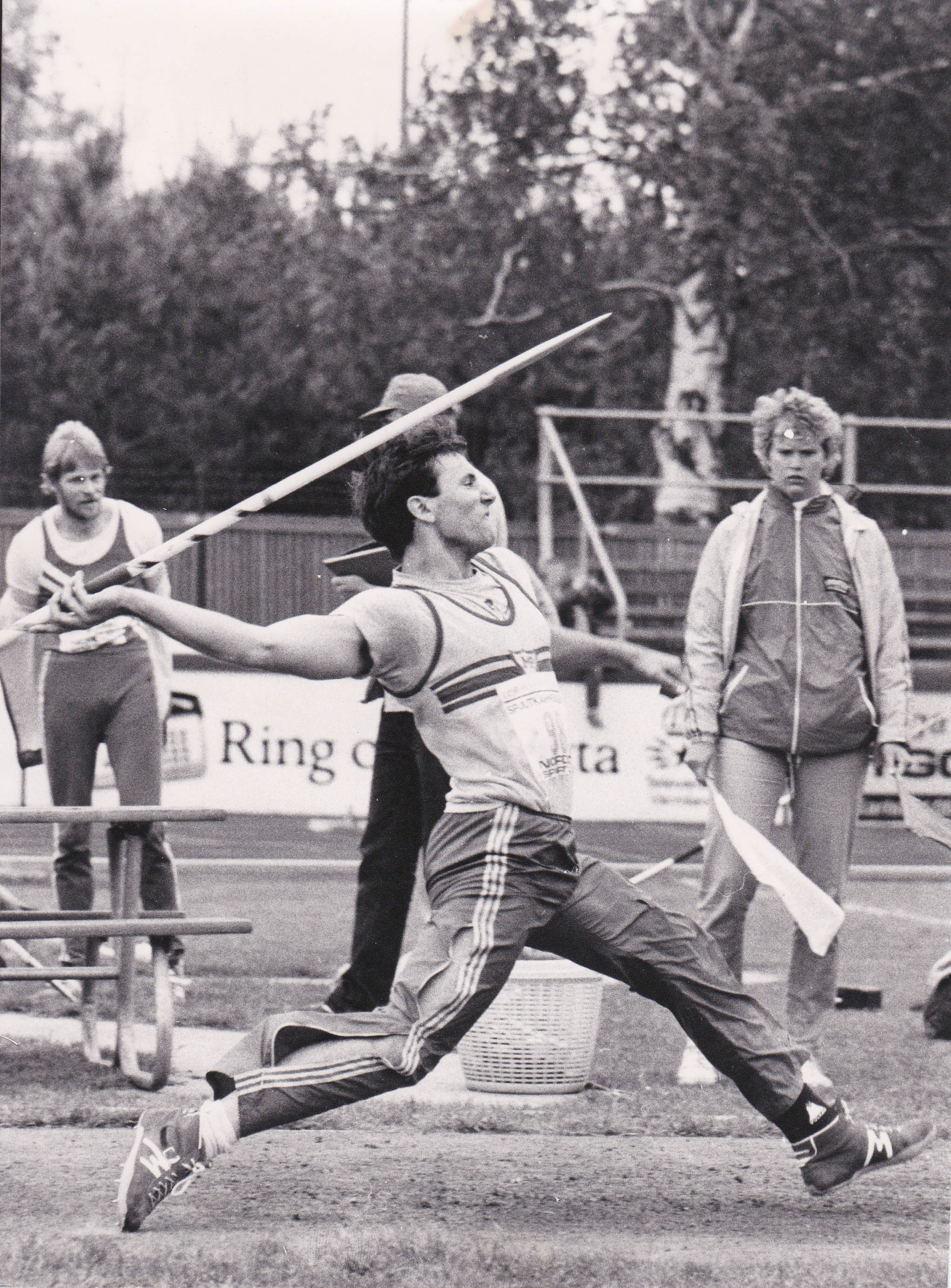
Sören Tallhem (hier als Speerwerfer) erreichte Platz sieben

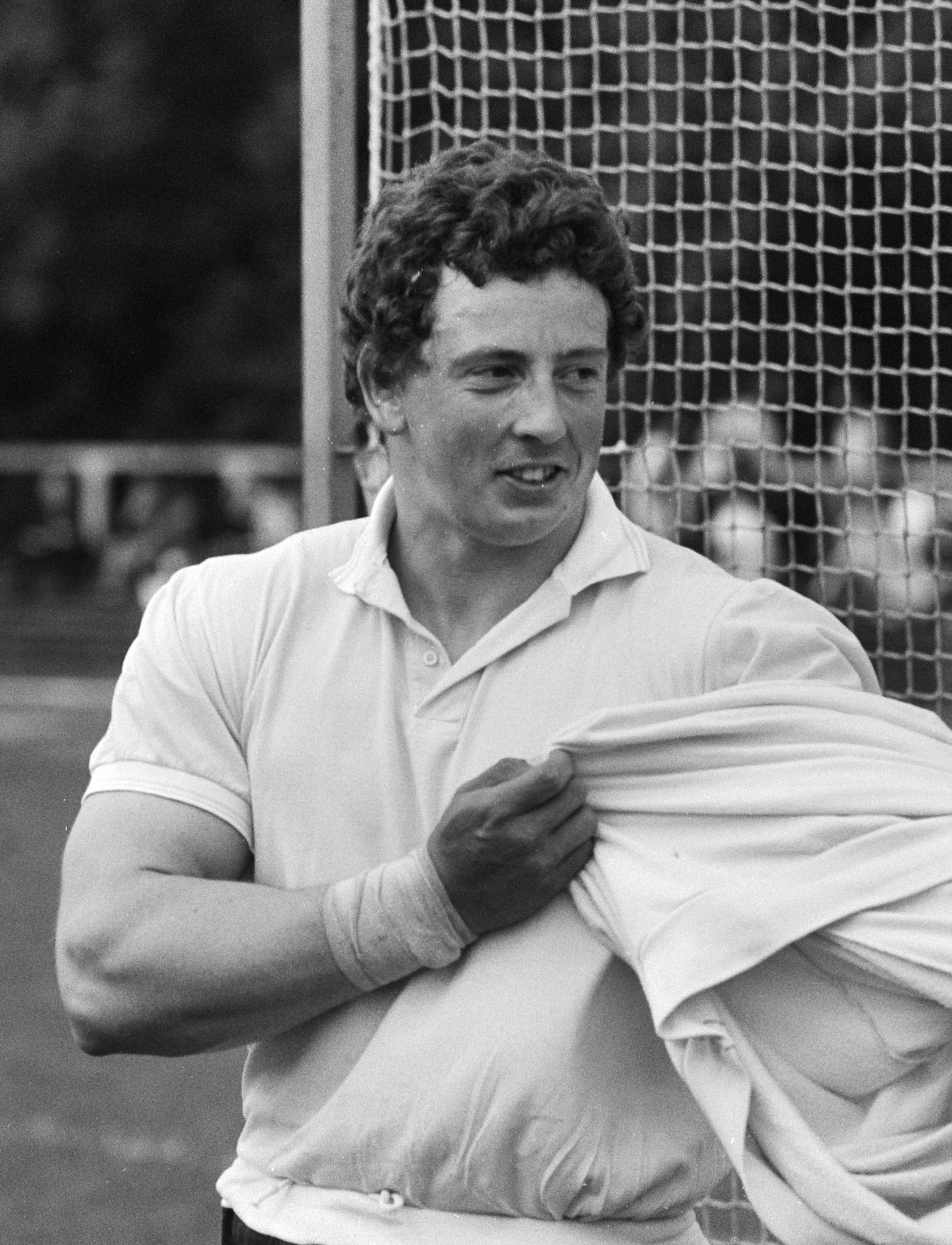
Der achtplatzierte Erik de Bruin

Datum: 11. August 1984
| Platz | Name               | Nation         | 1. Versuch | 2. Versuch | 3. Versuch | 4. Versuch                               | 5. Versuch                               | 6. Versuch                               | Endresultat |
| ----- | ------------------ | -------------- | ---------- | ---------- | ---------- | ---------------------------------------- | ---------------------------------------- | ---------------------------------------- | ----------- |
| 1     | Alessandro Andrei  | Italien        | 20,41 m    | 20,97 m    | 21,26 m    | 20,55 m                                  | 20,92 m                                  | 20,96 m                                  | 21,26 m     |
| 2     | Michael Carter     | USA            | 20,63 m    | 20,69 m    | 21,09 m    | 20,42 m                                  | x                                        | 20,38 m                                  | 21,09 m     |
| 3     | Dave Laut          | USA            | 20,97 m    | 18,39 m    | x          | 20,03 m                                  | 20,31 m                                  | 20,97 m                                  | 20,97 m     |
| 4     | Augie Wolf         | USA            | 20,04 m    | 19,91 m    | 19,41 m    | 20,08 m                                  | 19,74 m                                  | 20,93 m                                  | 20,93 m     |
| 5     | Werner Günthör     | Schweiz        | 20,28 m    | x          | x          | 19,38 m                                  | x                                        | 20,11 m                                  | 20,28 m     |
| 6     | Marco Montelatici  | Italien        | 19,88 m    | 19,26 m    | 19,98 m    | 19,35 m                                  | 19,85 m                                  | x                                        | 19,98 m     |
| 7     | Sören Tallhem      | Schweden       | 19,81 m    | x          | 19,54 m    | x                                        | x                                        | –                                        | 19,81 m     |
| 8     | Erik de Bruin      | Niederlande    | 19,65 m    | x          | x          | –                                        | x                                        | x                                        | 19,65 m     |
|       |                    |                |            |            |            |                                          |                                          |                                          |             |
| 9     | Aulis Akonniemi    | Finnland       | 18,98 m    | x          | x          | nicht im Finale der besten acht Athleten | nicht im Finale der besten acht Athleten | nicht im Finale der besten acht Athleten | 18,98 m     |
| 10    | Gert Weil          | Chile          | 18,19 m    | 18,69 m    | x          | nicht im Finale der besten acht Athleten | nicht im Finale der besten acht Athleten | nicht im Finale der besten acht Athleten | 18,69 m     |
| 11    | Bishop Dolegiewicz | Kanada         | 18,39 m    | x          | x          | nicht im Finale der besten acht Athleten | nicht im Finale der besten acht Athleten | nicht im Finale der besten acht Athleten | 18,39 m     |
| 12    | Karsten Stolz      | BR Deutschland | 18,31 m    | x          | 18,21 m    | nicht im Finale der besten acht Athleten | nicht im Finale der besten acht Athleten | nicht im Finale der besten acht Athleten | 18,31 m     |

Für das Finale hatten sich zwölf Athleten qualifiziert. Acht von ihnen hatten die geforderte Qualifikationsweite geschafft, das Feld war mit den nächstbesten Teilnehmern beider Gruppen aufgefüllt worden. Drei US-Amerikaner und zwei Italiener hatten das Finale erreicht. Hinzu kamen jeweils ein Athlet aus der Bundesrepublik Deutschland, Schweden, der Schweiz, Chile, Finnland, Kanada und den Niederlanden. Jeder Teilnehmer hatte zunächst drei Versuche. Die besten acht Athleten konnten dann weitere drei Versuche absolvieren.
Der Olympiaboykott verhinderte die Teilnahme des Weltrekordlers Udo Beyer aus der DDR, des amtierenden Weltmeisters Edward Sarul aus Polen und der Athleten aus der Sowjetunion. Auch Vizeweltmeister Ulf Timmermann, DDR, war aus demselben Grund nicht dabei. Favoriten waren nun die drei US-Athleten Michael Carter, Dave Laut und Augie Wolf. Zum weiteren Kreis der Anwärter auf vordere Platzierungen gehörten der Italiener Alessandro Andrei und der Schweizer Werner Günthör.
Im Finale ging Laut mit 20,97 m in Führung. Hinter ihm lagen Carter und Andrei. In Runde zwei stieß Andrei die Kugel auf die gleiche Weite wie Laut und übernahm die Spitze, weil sein zweitbester Stoß weiter als Lauts zweitbester Versuch war. Carter verbesserte sich minimal um sechs Zentimeter, kam aber nicht weiter an die beiden Führenden heran. In der dritten Runde übernahm Andrei mit 21,26 m die alleinige Führung. Carter schob sich mit 21,09 m an Laut vorbei. Der Schweizer Günthör lag auf Platz vier vor Wolf. Auf den Medaillenrängen änderte sich bis zum Schluss nichts mehr. Wolf konnte im letzten Versuch noch an Günthör auf Platz vier vorbeiziehen.
Das Fehlen der Athleten aus den Boykottstaaten minderte die Wertigkeit dieses Wettbewerbs angesichts der aktuellen Weltrangliste deutlich. Allerdings mussten sich die Medaillengewinner mit ihren Weiten nicht verstecken. Sie lagen im Bereich der Weiten, mit denen in den letzten Jahren vordere Platzierungen bei den leichtathletischen Großveranstaltungen erreicht wurden.
Alessandro Andreis Goldmedaille war nicht nur der erste italienische Olympiasieg im Kugelstoßen, sie war auch die erste Medaille überhaupt für einen italienischen Kugelstoßer.

## Videolinks
- Alessandro Andrei shot put 21.95m, youtube.com, abgerufen am 13. Januar 2018
- Mike Carter LA Olympics 1984 Shot Put, youtube.com, abgerufen am 12. November 2021